# Baikivți, Kovel
Baikivți (în ucraineană Байківці) este un sat în comuna Radoșîn din raionul Kovel, regiunea Volînia, Ucraina.

## Demografie
Componența lingvistică a localității Baikivți
     Ucraineană (99,69%)
     Alte limbi (0,31%)
Conform recensământului din 2001, majoritatea populației localității Baikivți era vorbitoare de ucraineană (99,69%), existând în minoritate și vorbitori de alte limbi.